# Michiru Oshima
Michiru Oshima (Japans: 大島ミチル, Ōshima Michiru) (Nagasaki, 16 maart 1961) is een Japans componiste muziekpedagoge en arrangeur. 

## Levensloop
Oshima studeerde muziektheorie en compositie aan het Kunitachi College of Music Tokio. Al gedurende haar studies begon zij te componeren en te arrangeren. Zo schreef zij de symfonie met de title Orasho. Oshima is vooral werkzaam als componiste voor filmmuziek, televisieprogramma's en animatiefilms. Zij behaalde de Mainichi Film Contest Award voor de beste muziek en won 6 keer de Japanse Academy Award for Music alsook de Jackson Hole Film Festival Best Composer Award in 2007 in de Verenigde Staten.
Tegenwoordig is zij docente aan de Shobi Universiteit. 

## Composities

### Werken voor orkest
- 2009 Concert, voor saxofoon en orkest
- 2010 Concert, voor altviool en orkest
- Orasho - Symfonie, voor orkest

### Werken voor harmonieorkest
- Tenchijin - opening theme

### Vocale muziek

#### Werken voor koor
- Girls of monsoon

### Kamermuziek
- 2004 Strijkkwartet "For the East"
  1. Life
  2. Hometown
  3. Festival
  4. Cherry Blossoms
  5. Traffic Jam
  6. Nuclear Bomb
  7. Mother
- Itsuki no komoriuta, voor cello en piano
- Nuit de lune, voor cello solo

### Werken voor piano
- Kazabue

### Filmmuziek
- 1995 Winds of God
- 1998 Ohaka ga nai!
- 2000 Godzilla vs. Megaguirus
- 2002 Hi wa mata noboru
- 2002 Mohou-han
- 2002 Godzilla against Mechagodzilla
- 2003 Godzilla: Tokyo S.O.S.
- 2005 Princess Raccoon
- 2007 Tsubaki Sanjûrô
- 2010 Gôsuto